# بيرثا إلياس
بيرثا إلياس (بالهولندية: Bertha Elias)‏ هي مديرة متحف ‏ وقانونية هولندية، ولدت في 1 فبراير 1889 في أوترخت في هولندا، وتوفيت في 18 يوليو 1933 في لاهاي في هولندا.